# Страж Олимпа
Страж Олимпа (кор. 올림포스 가디언, англ. Olympus Guardian) — южнокорейский мультфильм, основанный на оригинальной греческой и римской мифологии (всего 20 томов), опубликованный Gana Publishing Co., издательской компанией, специализирующейся на комиксах. С 11 декабря 2002 года по 30 июля 2003 года по нему был снят мультфильм, который транслировался на SBS компаниями SBS, SBS Production, SBSi, Gana Entertainment и Dongwoo Animation. В нём рассказывается история Чжи-у и Чжи-Ён, которых обучает греческой и римской мифологии их отец-художник.
В 2005 году была показана театральная версия мультфильма «Страж Олимп: Гигантес наносит ответный удар». RH Korea выпустила полный сборник «Страж Олимпа» (всего 70 томов) по мотивам этого мультфильма через детский бренд Random Kids.

## Сюжет
Чжи-у и Чжи-Ён входят в студию своего отца, который работает художником, и находят на столе книгу по греческой и римской мифологии, и их охватывает любопытство. Чжи-у и Чжи-Ён слышат рассказ своего отца о греческой и римской мифологии, и анимация начинается с истории олимпийских богов.
Кронос боится, что его дети потеряют своё положение, поэтому он проглатывает их, как только они рождаются. Однако Рея, жена Кроноса, не хочет потерять своего младшего сына Зевса из-за жестокого мужа Кроноса, поэтому он тайно заставляет Кроноса проглотить камень, а младенец Зевс укрывается в безопасном месте у своей служанки.
Со временем Зевс становится взрослым и слышит историю о своём рождении от духа дерева Дрии. Чтобы спасти своих братьев и сестёр, проглоченных Кроносом, Зевс пошёл в храм Олимпа, который был покрыт тьмой, чтобы получить лекарственную траву, вызывающую рвоту.
Зевс отправился на Олимп и попросил свою мать Рёю о помощи, и Рея дала Кроносу лекарственную траву, вызывающую рвоту. С помощью Реи братья и сестры Зевса сбежали из тела Кроноса, победив Кроноса и сохранив Храм Олимпа.

## Телевизионные персонажи аниме и актёры озвучки

### 12 богов олимпа
- Зевс (Актёры озвучивания: Хон Си Хо (эпизоды 1-14, 16-39), Чан Гван (эпизоды 15)) — Верховный бог со стилем жить по форме и умирать за форму. Он использует все позы, которые могут похвастаться золотым углом, поэтому он может использовать идеальную позу в любое время и в любом месте с включенной камерой. Одна только поза достаточно харизматична, чтобы сокрушить других богов, но она всегда может однажды рухнуть. Действие подвижное, и оно характеризуется напряжением и жесткой осанкой, которые вы можете почувствовать от игрового персонажа или мастера кунг-фу. Первое движение действия всегда показывает сильное-слабое-слабое движение.
- Гера (Актёры озвучивания: Кан Хи Сон) — Верховная богиня, которая всегда безраздельно правит атмосферой, которая смотрит на людей свысока. У нее тело и поза, не нарушенные напряжением, острый взгляд и чувство, пронизывающее флирт Зевса. Когда ее глаза вспыхивают ядом, соотношение белков глаз к зрачкам становится 7:3. Она защищает свою семью как богиня брака. Тем, кто дорожит ее семьей, она кажется еще мягче и священнее.
- Посейдон (Актёры озвучивания: Ан Чжон Док (эпизоды 1, 2), Ким Кван Чжин (эпизоды 3 — 6, 10, эпизоды 32 — 39), Син Сон Хо (эпизоды 7, 13 — 25)) — Морской бог с живым смехом, большой силой, простыми мыслями и толстым гороподобным телом. Он получает наибольшую силу при наименьшем количестве движений. У него только случайная сила, его голова проста, и его могут накрыть созданные им волны. Тем не менее, он не двигается, и его глаза широко открыты. Он действует, как только думает: «Вот оно!» но уши его тонки, и он потрясен словом. Наоборот, когда голова усложняется, она немедленно вызывает волну ветряной мельницы (Посейдон — это техника, которая заставляет закрученные волны набухать, раскачивая трезубец по кругу, подобно компасу с Посейдоном в качестве оси).
- Аид (актёры озвучивания: Ким Сын Тхэ (эпизоды 1), Хон Сын Соп (эпизоды 2-5), Ку Чжа Хён (эпизоды 22), Ким У Чжон (эпизоды 35)) — Бог подземного мира, характеризующийся бесстрастным выражением лица, который не знает, о чем думает. Он покоряет толпу своими хмурыми глазами, плотно сомкнутыми губами, широко раскрытым телом и громким голосом. У него темная харизма, полная противоположность Зевса, но он также обладает способностью наслаждаться чтением стихов. Он любит загорать под солнечными лучами, проникающими сквозь щели темного подземного дворца. То, как он с хмурыми глазами признается в любви, — самое сексуальное среди богов-мужчин.
- Аполлон (Актёры озвучивания: Ом Тэ Гук (эпизоды 2), Сон Вон Ир (эпизоды 3-7, 10-14, 17-39), Ким Сын Чжун (эпизоды 8), Юн Бок Сон (эпизоды 15)) — Бог музыки, пророчеств и солнца. Среди двенадцати богов Олимпа он самый красивый и красивый, и он прекрасный бог, которого абсолютно поддерживает большинство женщин. Она носит лиру, любит музицировать и хорошо стреляет из лука. Он взмахивает своими золотыми волосами, и девушки, как правило, влюбляются в сверкающие зубы между его улыбающимися губами. С лучезарной атмосферой, подобной изображению солнца, она полна уверенности и жизненной силы, и она приятно говорит. Он говорит и действует, придерживаясь пути умеренности, но когда кто-то идет против него или задевает его самооценку, он приходит в ярость и всегда устраивает вокруг себя беспорядок. В частности, когда кто-то задевает чье-то самолюбие, действия говорят громче слов, словно под гипнозом, а иногда и сожаление после совершения такого поступка.
- Артемида (Актёры озвучивания: Ким Хе Ми (эпизоды 2), У Чжон Шин (эпизоды 26-39)) — Богиня охоты и луны. Она полна здоровья и ловкости, поэтому ей не свойственно долго сидеть на одном месте. Она быстро думает и принимает решения, быстро действует. Она чиста и упряма, но быстро признает свою неправоту. Она вспыльчивая женщина, которая плачет и бьет ее, когда расстроена, но она самая девчачья среди богинь.
- Афина (актёры озвучивания: Ча Мён Хва (эпизоды 2-7, 11-17, 39), У Чжон Шин (эпизоды 10), Ли Ми Чжа (эпизоды 32-35)) — Богиня непобедимой мудрости и войны. Обычно она немногословна, но она богиня доверия и присутствия, достаточная для того, чтобы заставить других богов нервничать и концентрироваться на каждом слове, которое она произносит. Она всегда говорит о главном и главном, и даже когда шутит, обычно настроена серьезно. У нее небольшой диапазон выражений лица и жесткая атмосфера, поэтому у нее много поклонниц. Как только она злится, она разрушает свое окружение.
- Гермес (актёры озвучивания: Ким Ён Сон) — Бог путешественников, пастухов, торговцев и воров. Для него характерна озорная улыбка, заставляющая чувствовать, как в голове крутятся разные фокусы. Среди двенадцати богов Олимпа он является самым быстрым и занятым божеством, которое может выполнять больше всего работы. Он сплоченный человек, который всегда вежлив и уважителен к другим богам. Он настолько общителен, что понравится любому, кто увидит Гермеса, и с божественным достоинством говорит с людьми.
- Афродита (актёры озвучивания: Чой Ток Хи (эпизоды 4-8, 10), Ким Чжон Чжу (эпизоды 9), Чжи Ми Э (эпизоды 22-39)) — Богиня любви и красоты. Ее идеальное тело 34-24-36 лет, скульптурная белая кожа и роскошные светлые волосы - ее очарование. Она обычно молча опускает глаза наполовину и может похвастаться элегантной красотой. Она богиня, которая всегда приковывает взгляды людей, особенно мужчин, и как только она выпрямляет глаза, все мужчины переходят на ее завораживающие глаза. В ней есть и элегантность, и чувственная красота, и все ее действия и выражения распущены. Она говорит медленно, аплодирует и завораживает. Когда она злится, она машет волосами, и ее взгляд выглядит холодным, и она превращается в холодную и прохладную атмосферу.
- Гефест (актёры озвучивания: Ким Кван Чжин) — Бог кузнеца, который всегда делает вещи в своей мастерской. Он самый скучный и уродливый из двенадцати богов Олимпа. Он хромой, у него больная спина и коленные суставы, потому что он работает сидя. Тем не менее, он имеет тенденцию сосредотачиваться на том, чтобы рассмешить людей. У него отличная ловкость, он дотошен и совершенен в достижении результатов, поэтому у него хороший мозг.
- Арес (актёры озвучивания: Хон Сын Соп (эпизоды 3-4), Чон Сын Ук (эпизоды 17), Ан Чжон Док (эпизоды 23)) — Бог войны, который всегда вооружен и бродит по полю боя. Он живет на поле боя, поэтому его доспехи всегда грязные. Он отказывается приближаться к другим богам из-за своих взлохмаченных волос и звериных глаз. Он выглядит так, будто готов к бою, так как у него всегда извивающийся характер с его телом вперед. Он придает сил своим словам и говорит четко, но содержание всегда простое, и «Давайте бороться!» и «Давайте избавимся от него!» являются основными пунктами разговора. Он краснеет перед Афродитой, но делает то же самое, только краснеет лицо. Когда его гнев достигает конца его головы, он не может говорить и дает пощечину, говоря: «О, нет!».
- Деметра (актёры озвучивания: Ли Ми Чжа) — Богиня земли и зерна. Ощущение тепла от тела и лица. У нее всегда нежная и добрая улыбка, но она застенчива и часто приводит в уныние. Когда печаль становится слишком неистовой, высвобождается сильный антагонизм, который иссушает все вокруг. Из-за ее безумных глаз, в которых она может видеть только одно, чего хочет, все вокруг нее пугаются и не могут даже подойти к ней. Она также нервничает, когда Деметра злится на других богов, но она единственная, кто действительно злится, когда ее признают рассерженной.

### Рассказчик
- Чжи-у и отец Чжи-Ён (актёры озвучивания: Ли Бон Чжун) — Ему чуть за 40, он художник, у него заботливое улыбающееся лицо. Чжи-у и Чжи-Ён — дети, которых они ценят, но они пытаются исправить семейные ссоры, воровство и ложь. Он страшный отец, когда злится, но он также слабый отец, у которого разбито сердце в темном месте, когда он злится.
- Чжи-у (актёры озвучивания: Ли Ми Чжа) — Мальчик в пятом классе начальной школы, у которого быстрый мозг и много игривости. У него сильное чувство скептицизма, но он реально идет на компромиссы перед лицом опасности, с которой сталкивается. Но когда кто-то другой оказывается в ситуации несправедливости, они пытаются помочь. Он не очень хорош в спорте, но он также из тех людей, которые двигаются с силой, которой у него не было бы, если бы у него была причина. У него немного понты, поэтому он называет себя гением, но на самом деле он занимается, когда никого нет. Он часто ругает свою младшую сестру Джи Ён, но на самом деле он делает это для своей сестры, поэтому иногда делает трогательные вещи. В моменты кризиса у него также есть достоинство и ответственность, поскольку он действует, чтобы защитить свою младшую сестру.
- Чжи-Ён (актёры озвучивания: У Джон Шин) — Милая и очаровательная девочка во втором классе начальной школы. Ее недавний интерес - любовь, и она очень обеспокоена своей внешностью. Она всегда носит с собой зеркало и называет его «Зеркальная принцесса». Она так быстро мечтает, что часто бывает ошеломлена. У нее есть темперамент, когда у кого-то более красивая прическа, чем у нее самой, или у нее есть красивая вещь, и она ненавидит, когда другие ей подражают, поэтому она сбрасывает ее, когда носит ту же одежду. Она так привязана к вещам, которые когда-то купила, и гордится ими. Когда она видит что-то отвратительное вроде жука, она кричит, но когда она видит страшного монстра, у нее нет чувства реальности и она довольно уныла.

## Сериал из аниме
Даты в скобках указывают на дату первого выхода серии в эфир.
- Эпизод 1: Боги Олимпа (올림포스의 신들, 11 декабря 2002 г.)
- Эпизод 2: Огонь Прометея (프로메테우스의 불, 12 декабря 2002 г.)
- Эпизод 3: Ящик Пандоры (판도라의 상자, 18 декабря 2002 г.)
- Эпизод 4: Любовь и душа, часть 1 (사랑과 영혼 1부, 25 декабря 2002 г.)
- Эпизод 5: Любовь и душа, часть 2 (사랑과 영혼 2부, 26 декабря 2002 г.)
- Эпизод 6: Кто самая красивая богиня? (가장 아름다운 여신은?, 2 января 2003 г.)
- Эпизод 7: Афина и Арахна (아테나와 아라크네, 8 января 2003 г.)
- Эпизод 8: История Гермеса (헤르메스 이야기, 9 января 2003 г.)
- Эпизод 9: История Аталанты (아탈란테 이야기, 15 января 2003 г.)
- Эпизод 10: Дафна становится Лорел (월계수가 된 다프네, 16 января 2003 г.)
- Эпизод 11: Баукис и Филимон (바우키스와 필레몬, 22 января 2003 г.)
- Эпизод 12: Беллерофонт и Пегас (벨레로폰과 페가수스, 23 января 2003 г.)
- Эпизод 13: Приключения Персея, часть 1 (페르세우스의 모험 1부, 29 января 2003 г.)
- Эпизод 14: Приключения Персея, часть 2 (페르세우스의 모험 2부, 30 января 2003 г.)
- Эпизод 15: Крылья Икара (이카로스의 날개, 5 февраля 2003 г.)
- Эпизод 16: Зевс и Ио (제우스와 이오, 6 февраля 2003 г.)
- Эпизод 17: Кадмос и дракон Ареса (카드모스와 아레스의 용, 12 февраля 2003 г.)
- Эпизод 18: Эхо и Нарцисс (에코와 나르키소스, 19 февраля 2003 г.)
- Эпизод 19: Мидас Золотой Длани (황금의 손 미다스, 26 февраля 2003 г.)
- Эпизод 20: Фриксос и Хеле (프릭소스와 헬레, 5 марта 2003 г.)
- Эпизод 21: Орфей и Эвридика (오르페우스와 에우리디케, 12 марта 2003 г.)
- Эпизод 22: Любовь Хайдеса (하이데스의 사랑, 19 марта 2003 г.)
- Эпизод 23: Рождение героя Геракла (영웅 헤라클레스의 탄생, 26 марта 2003 г.)
- Эпизод 24: 12 задач героя Геракла (영웅 헤라클레스의 12가지 과업, 2 апреля 2003 г.)
- Эпизод 25: Воскрешение героя Геракла (영웅 헤라클레스의 부활, 9 апреля 2003 г.)
- Эпизод 26: Любовь Артемиды (아르테미스의 사랑, 23 апреля 2003 г.)
- Эпизод 27: 50 героев экспедиции Арго (아르고 원정대 50인의 영웅, 30 апреля 2003 г.)
- Эпизод 28: Экспедиция Арго в поисках золотого руна (아르고 원정대 황금 양털을 찾아서, 7 мая 2003 г.)
- Эпизод 29: Тесей и Минотавр (테세우스와 미노타우로스, 14 мая 2003 г.)
- Эпизод 30: Золотая карета Фаэтона (파에톤의 황금마차, 21 мая 2003 г.)
- Эпизод 31: Приключения Одиссея, часть 1 (오딧세우스의 모험 1부, 28 мая 2003 г.)
- Эпизод 32: Приключения Одиссея, часть 2 (오딧세우스의 모험 2부, 4 июня 2003 г.)
- Эпизод 33: Приключения Одиссея, часть 3 (오딧세우스의 모험 3부, 11 июня 2003 г.)
- Эпизод 34: История Ахилла (아킬레우스 이야기, 18 июня 2003 г.)
- Эпизод 35: Троянский конь (트로이 목마, 2 июля 2003 г.)
- Эпизод 36: Эос и Титонос (에오스와 티토노스, 9 июля 2003 г.)
- Эпизод 37: Незаконченная история — Цветы (못다한 이야기 - 꽃, 16 июля 2003 г.)
- Эпизод 38: Незаконченная история — Монстр (못다한 이야기 - 괴수, 23 июля 2003 г.)
- Эпизод 39: Незаконченная история — Созвездие (못다한 이야기 - 별자리, 30 июля 2003 г.)

## Театральные персонажи и актёры озвучки
- Тритон: О Сын Юн
- Кардиа: У Чжон Шин
- Эвримедонт: Ли Чжон Гу
- Герма: Чон Ми Сук
- Зевс: Чан Гван
- Гера: Кан Хи Сон
- Афина: Юн Со Ра
- Аид: Сеол Ён бом
- Посейдон: Хон Сон Хон
- Амфитрита: Юн Сон Хе
- Артемида: Пэ Чжон Ми
- Аполлон: Сон Вон Ир
- Арес: Ли Чхол Ён
- Гермес: Ким Ён Сон
- Деметра: Ли Чжа Мён
- Сид: Ли Чжа Мён
- Печать: Ли Чон Хён
- Мать Кардии: Ли Хан На
- Гигантес: Ли Дон Хён, Ра Ён Вон, Ким Чжун